# Lucretia the Tumbler
Lucretia the Tumbler, född okänt år, död efter 1543, var en engelsk gycklare. 
Lucretia är registrerad i Maria I:s hushåll år 1542, officiellt som kammartjänare men i praktiken som hovnarr. 
Hon uppträdde tillsammans med Jane Foole, och tillsammans hade de en repertoar av skämt, visor och sånger. Dokumenten visar att de två narrarna fick likartade kläder - överdrivet färggranna och okonventionella - betalade av hovkassan. 
Till skillnad från Jane Foole, som möjligen hade en intellektuell funktionsvariation, var Lucretia dock en tränad akrobatisk dansare. Hon var möjligen Janes vårdare utöver kollega. 
Lucretia the Tumbler ingår ibland som rollfigur i nutida brittiska renässansfestivaler. 